# Jules Ajodhia
Jules Rattankoemar Ajodhia, né le 27 janvier 1945 dans le district de Wanica (Guyane néerlandaise) et mort le 29 mars 2024 à Paramaribo (Suriname), est un homme politique surinamais. Il est membre du Parti de la réforme progressiste. De 1988 à 1990, il est ministre de la Justice et de la Police. Il est également deux fois vice-président du Suriname.

## Biographie
Jules Rattankoemar Ajodhia naît dans le district de Wanica le 27 janvier 1945.
Le premier mandat de vice-président se déroule du 16 septembre 1991 au 15 septembre 1996. Le deuxième mandat débute le 12 août 2000 et se termine le 12 août 2005.
Jules Ajodhia meurt à l'hôpital St. Vincentius de Paramaribo, le 29 mars 2024, à l'âge de 79 ans.